# Tetramorium nigrum
Tetramorium nigrum är en myrart som beskrevs av Auguste-Henri Forel 1907. Tetramorium nigrum ingår i släktet Tetramorium och familjen myror. Inga underarter finns listade i Catalogue of Life.